# Ante Čović
Ante Čović (Sydney, 13 giugno 1975) è un ex calciatore australiano di origine croata, di ruolo portiere.

## Carriera

### Club
Nella sua carriera Čović ha giocato in Australia (Marconi Stallions e Sydney Olympic), in Grecia (PAOK e Kavala), in Croazia (Dinamo Zagabria) e in Svezia (Hammarby), prima di tornare in patria, al Newcastle United Jets, squadra di Newcastle. Ha giocato nel club australiano Western Sydney Wanderers con il quale ha conquistato la Champions League.
Nel 2017 si è trasferito ai Rockdale City Suns.

### Nazionale
Il 22 febbraio 2006 ha esordito in nazionale maggiore nel successo per 1-3 in amichevole in casa del Bahrein.
Pochi mesi dopo ha partecipato ai Mondiali 2006 in Germania, in cui ha ricoperto il ruolo di terzo portiere dietro Mark Schwarzer e Željko Kalac.

## Palmarès

### Club

#### Competizioni nazionali
- Coppa di Grecia: 1

PAOK: 2000-2001
- Campionato australiano: 1

Newcastle Jets: 2007-2008

#### Competizioni internazionali
- AFC Champions League: 1

Western Sydney Wanderers: 2014

## Statistiche

### Cronologia presenze e reti in nazionale
| Cronologia completa delle presenze e delle reti in nazionale ― Australia | Cronologia completa delle presenze e delle reti in nazionale ― Australia | Cronologia completa delle presenze e delle reti in nazionale ― Australia | Cronologia completa delle presenze e delle reti in nazionale ― Australia | Cronologia completa delle presenze e delle reti in nazionale ― Australia | Cronologia completa delle presenze e delle reti in nazionale ― Australia | Cronologia completa delle presenze e delle reti in nazionale ― Australia | Cronologia completa delle presenze e delle reti in nazionale ― Australia |
| Data                                                                     | Città                                                                    | In casa                                                                  | Risultato                                                                | Ospiti                                                                   | Competizione                                                             | Reti                                                                     | Note                                                                     |
| ------------------------------------------------------------------------ | ------------------------------------------------------------------------ | ------------------------------------------------------------------------ | ------------------------------------------------------------------------ | ------------------------------------------------------------------------ | ------------------------------------------------------------------------ | ------------------------------------------------------------------------ | ------------------------------------------------------------------------ |
| 22-2-2006                                                                | Riffa                                                                    | Bahrein                                                                  | 1 – 3                                                                    | Australia                                                                | Qual. Coppa d'Asia 2007                                                  | -1                                                                       |                                                                          |
| 22-3-2008                                                                | Singapore                                                                | Singapore                                                                | 0 – 0                                                                    | Australia                                                                | Amichevole                                                               | -                                                                        |                                                                          |
| Totale                                                                   |                                                                          | Presenze                                                                 | 2                                                                        |                                                                          | Reti                                                                     | -1                                                                       |                                                                          |